# Cenacolo (musica)
Il Cenacolo è stato un luogo di incontro, discussione e creazione musicale, sorto a Roma nei primi anni settanta e situato in via Nomentana.
Fu per l'intuizione di alcuni dirigenti della casa discografica RCA Italiana, tra i quali Ennio Melis e Lilli Greco, che fu possibile realizzare questa sorta di "campus" libero.
Il Cenacolo divenne subito un polo di attrazione artistica, frequentato dai giovani musicisti romani esordienti di allora, tra i quali Amedeo Minghi, Antonello Venditti, Francesco De Gregori, Rino Gaetano, Renzo Zenobi, Luigi Lopez, Aldo Donati e Fiorella Mannoia come spazio vitale  e propulsivo dell'attività creativa.
Attivo per pochi anni, fu la vera fucina della cosiddetta scuola romana dei cantautori.